# Дампјер сир Јон
Дампјер сир Јон (фр. Dompierre-sur-Yon) је насељено место у Француској у региону Лоара, у департману Вандеја.
По подацима из 2011. године у општини је живело 4099 становника, а густина насељености је износила 121,99 становника/km².

## Демографија
| 1962. | 1968. | 1975. | 1982. | 1990. | 2011. |
| ----- | ----- | ----- | ----- | ----- | ----- |
| 1.354 | 1.339 | 1.547 | 2.358 | 2.975 | 4.099 |